# Гомельский, Джорджо
Джо́рджо Се́рджо Алесса́ндро Го́мельский (итал. Giorgio Sergio Alessandro Gomelsky; 28 февраля 1934, Тбилиси — 13 января 2016, Нью-Йорк) — кинематографист, импресарио, музыкальный продюсер и менеджер.
Являлся владельцем Crawdaddy Club, где выступали вскоре после своего создания группа The Rolling Stones, менеджером которой он был некоторое время. Он же пригласил выступать в своё заведение The Yardbirds и стал их первым менеджером, а позднее и продюсером. В 1967 году он основал Marmalade Records (подразделение Polydor Records), где записывались Julie Driscoll, Brian Auger and The Trinity, The Blossom Toes, Грэм Гоулдман, Кевин Годли и Лол Крим, позднее объединившиеся под названием 10cc. В 1969 году лейбл закрылся. Он также сотрудничал с группами Soft Machine, Daevid Allen, Gong и Magma. В последнее годы жил в Нью-Йорке, где работал диджеем на радио, а также заведовал делами студии и репетиционной базы.

## Биография

### В Италии и Швейцарии
Его родители, жившие в Тифлисе, решили бежать в Швейцарию, где ранее учился отец Джорджо. Джорджо родился 28 февраля 1934 года в Тифлисе.  Семья застряла в Италии до и во время Второй мировой войны, когда их деревня оказалась под властью фашистской Италии и нацистской Германии.
Джорджо открыл для себя джаз в возрасте 10 лет, живя в Италии. Однажды в воскресенье его застал немецкий комендантский час в 4 часа дня, и он остался в доме друзей. Исследуя их чердак, он обнаружил граммофон и несколько джазовых пластинок. В знак неповиновения он и его друзья стали время от времени делать так, чтобы музыку ненадолго было слышно из окна. К счастью, их так и не поймали. Когда туда пришли американские войска, он познакомился как с джазом, так и с блюзом.
Он учился в бенедиктинской школе в Асконе, недалеко от Локарно, Швейцария. Когда война закончилась, он смог объединить ресурсы с друзьями, чтобы начать собирать коллекцию пластинок. К 1946 году была создана международная невоенная служба радиовещания «Голос Америки», и Джорджо увлёкся бипопом благодаря программе «Cool City» на «Голосе Америки».
Он посещал частную школу в горах Швейцарии под названием Ecole d’Humanité, которой руководил Пауль Гехеб. Во время отпуска с друзьями он путешествовал по Европе на велосипеде. В послевоенной Германии они нашли процветающую джазовую сцену в подвалах в таких городах, как Дюссельдорф. Они посетили Милан и проехали весь путь до Парижа, чтобы посмотреть выступление Чарли Паркера в Салоне джаза.
Его мать была дизайнером шляп. Ее отец работал в Société des Bains de Mer (оператор казино) в Монте-Карло, бывшего в то время любимым прибежищем богатых британцев, и поэтому она говорила по-английски и стала англофилом, особенно любя английскую литературу. Таким образом, ее работодатель, Клод Сен-Сир из Парижа, отправил её управлять своим ателье в Лондоне. Она еженедельно посылала своему сыну, учившемся в Швейцарии, английскую музыкальную газету Melody Maker, читая которую Джорджо совершенствовал свой английский язык, а также познакомился с британской джазовой сценой.
В то время возможности услышать новый джаз в Европе были довольно ограничены. Кроме Уиллиса Коновера на «Радио Свобода» было итальянское джазовое радио-шоу; шоу Флавио Амброзетти на Швейцарском радио шло всего 20 минут в неделю; было джазовое шоу Чарльза Делоне на Europe 1 в Париже; шоу Чарли Фокса на Би-би-си; и, возможно, пара немецких шоу. Существовала сцена в Копенгагене. Во многих городах создавались общества ценителей джаза; Джорджо и его друзья основали одно из них в Локарно. Было сформировано трио: Роланд Шрамлей на басу, Берт Армбрустер на фортепиано и Джорджо на барабанах. Ресурсы были настолько ограничены, что, имея только тарелку райд, Джорджо должен был брать напрокат барабанную установку каждый раз, когда они ехали куда-то выступать.
Главным джазовым журналом был Les Cahiers du Jazz, издаваемый в Париже, также один в Италии. В обеих странах журналы преобразовывали местные джазовые общества в Федерации, которые затем могли организовывать концертные туры. Джорджо последовал их примеру и создал швейцарскую федерацию, которая устраивала концерты. В 1954 году, когда отцами города было отказано в разрешении провести концерт во время Цюрихского фестиваля, Федерация устроила дерзкую акцию протеста в воскресенье. Получившаяся в результате огласка убедила город отменить свое решение, и таким образом родился (и существует по сей день) Цюрихский джазовый фестиваль.
Став гражданином Швейцарии, Джорджо должен был служить на Национальной службе, проходя базовую подготовку в военно-воздушных силах Швейцарии, где он летал на бипланах Bucher. Несмотря на то, что он был опытным пилотом, он намеренно провалил тесты на продвижение по службе и после отказа покинул страну.

### Съёмка кино в Великобритании
Еженедельные чтения «Мелоди Мейкера» и отсутствие дополнительной документации убедили Джорджо в том, что его призванием будет снимать на плёнку растущую британскую джазовую сцену. Он видел фильм 1948 года «Jammin' the Blues» и сформировал далеко идущие стилистические идеи, включая синхронный быстрый монтаж. Ему удалось получить комиссионные в размере 500 британских пенсов от молодой итальянской телевизионной станции, и он уехал в Англию.
В Лондоне он установил отношения с Национальной федерацией джаза, возглавляемой Гарольдом Пендлтоном, который также руководил главной джазовой звездой Великобритании того времени Крисом Барбером. Несмотря на склонность Джорджо заснять авангардиста Джонни Данкуорта, Пендлтон уговорил его заснять Криса Барбера. В итогу был снят документальный фильм состоящий из четырёх песен, который перемежались с кадрами реакции зрителей в Королевском фестивальном зале с отдельными кадрами студийной сессии. В студийных кадрах, снятых за один день, использовались передовые технологии, такие как большие камеры Митчелла с подвешенными микрофонами «elephant», которые ограничивали движение камеры в маленькой студии, не позволяя Джорджо получить все ракурсы, на которые он надеялся. Этот первый фильм был достаточно хорошо принят, что два года спустя Джорджо снял Криса Барбера во второй раз — теперь съемка на 3 камеры в b&w Cinemascope.
Гарольд Пендлтон основал Национальный джазовый фестиваль, и Джорджо участвовал в качестве добровольного помощника в первом из них в 1959 году. Ему удалось получить права на экранизацию фестиваля 1960 года. Был найден спонсор и продюсер — Фрэнк Грин, владелец заведения на Уордур-стрит, где Джорджо редактировал свои ранние фильмы. Съемка велась с помощью 4 чёрно-белых камер. Звук записывался на синхроимпульсную систему Ливерса-Рича, позволяющую отдельно записывать звук на магнитную ленту. Внутренняя связь между камерами, сделанная для Королевской артиллерии, и предназначенная для того, чтобы быть услышанной даже несмотря на пушечный огонь, была настолько громкой, что временами её улавливали микрофоны сцены. Джорджо отредактировал две пилотных серии из отснятого материала, включая фрагмент нового альбома Alexis Korner's Blues Incorporated с Чарли Уоттсом на барабанах, но Грин не смог найти покупателя.

### Британский ритм-энд-блюз
Трэд-джаз-бэнд Криса Барбера инициировал увлечение скиффлом, а их хит «Rock Island Line» сделал Лонни Донегана, исполнителя на банджо, звездой. Когда популярность скиффла упала, Крис, чьи сеты были структурированы вокруг истории джаза, начал включать блюз вместо него, используя своего школьного друга вокалиста-гитариста Алексиса Корнера и исполнителя на губной гармонике Сирила Дэвиса.
В то время как блюзовый сет был выдержан строго в стиле кантри-блюза, Корнер был настроен на расширение звучания, чтобы включить более современное электрическое звучание чикагского блюза и импровизационный джазовый подход. Он создал свою собственную группу Alexis Korner's Blues Incorporated и нанял таких музыкантов, как барабанщик Чарли Уоттс и саксофонист Дик Хекстолл-Смит. Джорджо, в то время писавший для Jazz News, вдохновился этим до такой степени, что стал евангелистом. Он придумал термин BRB — британский ритм-энд-блюз, писал статьи.
У Алекса и Сирила был клуб в верхней комнате паба на Уордор-стрит, где по средам собирались любители блюза, но им нужно было место побольше для шумного биг-бэнда. С некоторым трудом и при поддержке Барбера Джорджо убедил Пендлтона проводить еженедельные вечера блюза по четвергам в своем недавно открытом соседнем клубе «The Marquee». Новая группа Корнера и другие были должным образом забронированы. Однако аудитория по-прежнему ограничивалась небольшой группой энтузиастов, и будущее было неопределенным.
Ямайский клуб «Blue Beat» недалеко от Портобелло-роуд (увековеченный в фильме «Скандал») в то время был одним из самых горячих мест в Лондоне. Во время визита Джорджо случайно встретился со своими самыми известными клиентами — Кристин Килер и Мэнди Райс-Дэвис. Он пригласил их посетить вечер Блюза в The Marquee, и они появились на следующей неделе. Сгенерированной рекламы было достаточно, чтобы придать ночи достаточную привлекательность, чтобы стать модной и успешной.
Джорджо хотел развить успех «Ночи блюза» в The Marquee новыми шоу, но Пендлтона это не интересовало. Джорджо начал начал заниматься организацией групп, предлагая им сотрудничать, чтобы получить заказы и заняться другими делами, точно так же, как ранее джазовые общества объединяли свои усилия. Он даже уговорил ямайский клуб Портобелло принять у себя пару блюзовых групп, однако постоянные посетители не были этим впечатлены.
Затем Джорджо нашел альтернативное место — клуб Cy Laurie Piccadilly в Хэм-Ярде. Раньше это было опасным местом Лондона, но теперь она была на пике популярности. Он смог получить субботний вечер за плату в размере 5 фунтов стерлингов и приступил к организации первого фестиваля британского блюза. Появлялись такие группы, как Alexis Korner's Blues Incorporated, Blues By Six (в которую входил Ники Хопкинс) и the Rolling Stones. Хотя посещаемость была небольшой, Джорджо уговорил несколько друзей выстроиться в очередь на улице, чтобы привлечь внимание прохожих и создать видимость большой толпы. Пендлтон совсем не был доволен этим местным соревнованием за свой клуб.

### Клуб «Crawdaddy» и продюсерская деятельность
Гомельский был уверен, что жизнеспособность жанра зависит от привлечения новых молодых поклонников, а привлечение молодых поклонников зависит от привлечения молодых музыкантов. Джорджо считал, что резиденции были ключом к созданию аудитории для новых групп, и, в качестве примера латерального мышления, привитого ему в Швейцарской горной школе, ему пришла в голову идея полностью отказаться от центрального Лондона и выступлений по вечерам в будние дни — стать настолько далёким, чтобы у Пендлтона не было оснований для жалоб. Так была создана Ричмондская ассоциация блюза, и он обеспечил себе серию воскресных вечеров в отеле «Station» в Ричмонде, пригороде Западного Лондона. Из своих прежних увлечений би-бопом Джорджо знал, что близлежащая Кингстонская художественная школа была плодородным очагом музыкального энтузиазма, а также уже был создан блюзовый клуб в подвале кафе ABC в соседнем Илинге. и The Rolling Stones получили первую резиденцию. Первая ночь привлекла только трех человек, и Джорджо не помог, в типичном малапропизме, случайно написав «Rhythm & Bulls» на рекламной вывеске за пределами места проведения. Тем не менее, талант The Rolling Stones и рекламная схема, которая давала бесплатный вход любому покровителю, который приводил двух друзей, вскоре привели к большой толпе. Кроме того, чтобы оживить процесс, он убедил The Stones, чей репертуар был растянут из-за требований двух 45-минутных сетов, включить 20-минутную резвую версию «Crawdad» Бо Диддли (первоначально на альбоме 1960 года Bo Diddley in the Spotlight) в качестве финала их шоу.
Джорджо взял на себя большую часть ответственности за управление и продвижение The Rolling Stones. Желая привлечь внимание прессы к группе, он уговорил The Richmond and Twickenham Times, консервативную местную газету, принадлежащую телеведущему Ричарду Димблби, прислать репортера в отель «Station». В конце концов репортер Барри Мэй взялся написать статью и посетил место встречи вместе с фотографом.
Джорджо также считал, что он мог бы использовать свою репутацию джазового писателя и режиссера, чтобы вызвать интерес к группе и побудить джазовых критиков посетить воскресные сеансы в Ричмонде. Он объявил, что снимет короткометражный рекламный фильм об этих «выдающихся незнакомцах». Новость распространилась, и влиятельные писатели — сначала Норман Джоплинг, а затем Питер Джонс — появились, но никаких статей не последовало. Питер Джонс, однако, вернулся, приведя своего друга Эндрю Луга Олдхэма.
Не имея возможности снимать группу вживую в клубе, он взял их в студию звукозаписи RG Jones в Уимблдоне, одну из немногих независимых студий в Лондоне в то время. Были записаны две песни и отсняты дополнительные кадры. Пока Джорджо редактировал, ему позвонил Гэй, который писал свою статью, и спросил, как назвать клуб. Джорджо, под влиянием момента, вдохновлённый «Crawdad» — кульминацией шоу The Stones, с припевом «Hey, crawdaddy!» — придумал «The Crawdaddy».
К его удивлению и радости, в «Richmond and Twickenham Times» появилась статья на всю страницу. Джорджо показал статью знакомому Патрику Донкастеру, музыкальному критику «Daily Mirror», крупнейшей британской ежедневной газеты. Донкастера, в свою очередь, уговорили посетить клуб, и на следующий день в «Mirror» появилась статья на полстраницы. Власть Имущие в пивоварнях Ind Coop, владельцы отеля Station, были ошеломлены дегенеративным поведением, показанным в статье, и клуб был немедленно выселен.
Почти сразу же Джорджо пришлось вернуться в Швейцарию на три недели, так как его отец умер. Его коллега, фотограф Хэмиш Граймс, отправился к Пендлтону, который представил его коммандеру Уилеру, директору Ричмондской спортивной ассоциации. У них была территория, всего в квартале от отеля «Стейшн», где проходил Национальный джазовый фестиваль. Была достигнута договоренность о том, что клуб переедет в номер, почти втрое превышающий вместимость отеля Station, под трибуной.
В 1960-х годах Джорджо продолжал продюсировать « The Yardbirds», а также создал «Marmalade Records». Он также подписал контракт с Джули Дрисколл и Брайаном Оже и The Trinity, а также спродюсировал ранние записи Джеффа Бека, Джимми Пейджа (оба играли с the Yardbirds), Блоссом Тоса, Рода Стюарта, Джона Маклафлина (альбом 1969 года Extrapolation), Алексиса Корнера, Грэма Бонда и Soft Machine.
Он организовал для британских рок-музыкантов запись с американскими блюзовыми музыкантами, включая The Yardbirds (с участием Эрика Клэптона) и Сонни Боя Уильямсона, который был соседом Джорджо по комнате в течение некоторого времени в Великобритании.
В 1970-х годах он стал участвовать в прогрессивных джазовых рок-группах, таких как Gong, Henry Cow и Magma.

### В США
После визита в Нью-Йорк в середине 1970-х годов Гомельский «нашёл дом, который я искал с детства». В 1978 году, получив солидный гонорар за свою работу с The Yardbirds, Гомельский переехал в Нью-Йорк в попытке открыть американский рынок для европейских прогрессивных джаз-рок-групп, с которыми он работал. Он основал клуб Zu на Манхэттене и после встречи с 24-летним басистом Биллом Ласвеллом предложил ему создать группу, которая начала репетировать в подвале клуба.
В 1980-х годах он был пионером в области цифрового видео, получив награды за свою работу с использованием видеостудии.
С 1970-х по 2010-е годы, находясь в своей студии звукозаписи и репетиций Red Door в районе Челси в Нью-Йорке, Джорджо продолжал воспитывать и наставлять музыкантов. После его отношений в начале 1980-х годов с материалом группы, он продюсировал «Tonka Wonka Mondays» в the Bitter End, показывая три группы за вечер, которые были неназванными «таинственными гостями», а затем профессиональные музыкальные критики анализировали их выступления во время перерыва. В конце каждого вечера более известный приглашенный гость играл свой материал при поддержке «The House Band» во главе с композитором и аранжировщиком Дэйвом Солдатом и трубачом Роем Кэмпбеллом. Среди приглашенных гостей были Уэйн Крамер, Билли Бэнг, Фрэнк Лоу и Деннис Чарльз. Джорджо также был постоянным ди-джеем в клубе Tramps, знакомя поклонников с множеством стилей, включая новую африканскую и экспериментальную джазовую музыку.